# Озёрное (Альменевский район)
Озёрное — деревня в Альменевском районе Курганской области. Входит в состав Юламановского сельсовета.

## История
Возникла в 1929 г в связи с организацией совхоз «Скотовод № 32». В 1932 году после разукрупнения совхоза становится фермой № 1 Яланского мясомолочного совхоза. Решением Курганского облисполкома № 434 от 9 декабря 1963 года посёлок фермы № 1 Зауральского совхоза переименован в деревню Озерное.

## Население
| 1989 | 2002 | 2010 |
| ---- | ---- | ---- |
| 210  | ↘194 | ↘87  |